# École supérieure des hautes études technologiques et commerciales
L’École supérieure des hautes études technologiques et commerciales (HETEC) est un ensemble d'établissements privés d'enseignement supérieur fondé en 1997 à Abidjan en Côte d'Ivoire et également présent à Bouaké, Ouagadougou (Burkina Faso), Bamako (Mali,) et à Conakry (Guinée).

## Création
Le groupe écoles d’ingénieurs HETEC (hautes études technologiques et commerciales) a été créé en 1997 et est dirigé par Seri Parfait Seri. L’établissement est reconnu et agréé par le ministère de l'Enseignement Supérieur, de la Recherche et de l'Innovation Technologique sous le numéro 281/ MESRIT/ DESUP/ SPDEP du 4 novembre 1997. Ses formations continues sont agréées par le Fonds de développement de la formation professionnelle (FDFP).

## Reconnaissance
HETEC est reconnue par différents organismes d'accréditation internationaux dont le CAMES pour Afrique et l'EQUIS pour l’Europe. Elle est la seule école ivoirienne avec Agitel-Formation à faire partie de l'Association to Advance Collegiate Schools of Business (en) (AACSB). L’école dispose de campus dans la sous-région ouest-africaine et centrale. Depuis 2014, HETEC Côte d’Ivoire a noué un partenariat avec Toulouse Business School.

## Vie étudiante
Une dizaine de clubs et associations estudiantines sont présents sur les campus HETEC. Le Groupe écoles d’ingénieurs des hautes études technologiques et commerciales (HETEC) dispose aussi d’un centre d’incubation spécifiquement destiné à la création d’entreprises.